# يو إف سي على فيول تي في: مونيوز ضد ويدمان
يو إف سي على فيول تي في: مونيوز ضد ويدمان (بالإنجليزية: UFC on Fuel TV: Muñoz vs. Weidman)‏ (المعروف أيضًا باسم يو إف سي على فيول تي في 4) هو حدث لفنون القتال المختلطة نظمته يو إف سي، وأُقيم في 11 يوليو 2012، على ساب سنتر في سان خوسيه، كاليفورنيا، الولايات المتحدة.